# Mike Keenan
Michael Edward Keenan (Bowmanville, 21 ottobre 1949) è un allenatore di hockey su ghiaccio ed ex hockeista su ghiaccio canadese.

## Palmarès

### Giocatore
- Southern Hockey League: 1

Roanoke Valley Rebels: 1973-1974

### Allenatore

#### Club
- Stanley Cup: 1

New York Rangers: 1993-1994
- Coppa Gagarin: 1

2013-2014
- Calder Cup: 1

Rochester Americans: 1982-1983
- CIAU (OUA): 1

University of Toronto: 1983-1984
- CIAU University Cup: 1

University of Toronto: 1983-1984
- MetJBHL: 2

Oshawa Legionaires: 1977-1978, 1978-1979
- OMJHL: 1

Peterborough Petes: 1979-1980

#### Nazionale
- Canada Cup: 2

Canada: 1987, 1991

#### Individuale
- Jack Adams Award: 1

1984-1985
- Coach of the Year della Kontinental Hockey League: 1

2013-2014